# Retard de xarxa

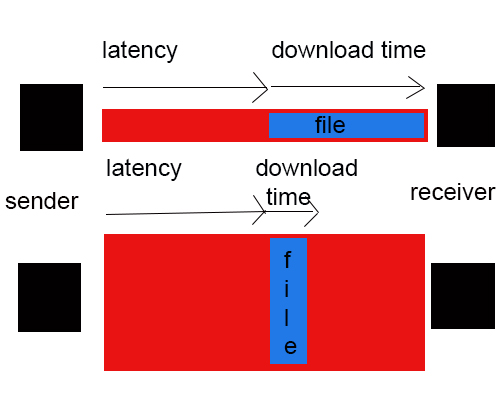
Fig.1 Exemple de retard de xarxa en funció de l'amplada de banda.

Retard de xarxa, en ciències de la computació, és un paràmetre important en el disseny i caracterització d'una xarxa de telecomunicacions. El retard de xarxa especifica quant de temps triga un bit de dades per a viatjar a través de la xarxa des d'un node origen a un de final. La seva unitat de mesura són els segons.

## Propietats
El retard total de xarxa es pot dividir en diferents parts :
- Retard de procés : temps necessari per a processar les capçaleres dels paquets de dades que és on hi ha els camps d'adreces origen i final.
- Retard de cua : temps que triga el paquet en buffer de memòria o memòria intermèdia.
- Retard de transmissió : temps que triga el circuit a emetre (en forma elèctrica, òptica, ultrasons...) les dades.
- Retard de propagació : temps que triga a arribar a l'altre costat del medi (depèn del tipus cable, fibra òptica...).